# Sporting Étoile Club de Bastia 1968-1969
Questa voce raccoglie le informazioni riguardanti lo Sporting Étoile Club de Bastia nelle competizioni ufficiali della stagione 1968-1969.

## Stagione
Nel corso della stagione d'esordio in massima divisione, il Bastia riportò una serie di pesanti sconfitte che lo fecero uscire al primo turno della Coppa di Francia e non lo fecero andare oltre le zone basse della classifica. Malgrado l'esonero dell'allenatore Jasseron e il subentro dell'attaccante Mekloufi all'inizio del girone di ritorno, i Turchini rimasero costantemente sull'orlo della zona retrocessione fino alle battute finali del campionato, in cui conseguirono cinque vittorie consecutive che permisero loro di mettersi al riparo da ogni rischio di retrocedere con due gare di anticipo, nonché di concludere il torneo al sesto posto.

## Maglie e sponsor
Lo sponsor ufficiale per la stagione 1968-1969 è Le Coq Sportif. Vengono proposte tre varianti della divisa, con una di esse che reca come sponsor ufficiale Vittel.
| Manica sinistra · Manica sinistra · Maglietta · Maglietta · Manica destra · Manica destra · Pantaloncini · Calzettoni | Manica sinistra · Manica sinistra · Maglietta · Maglietta · Manica destra · Manica destra · Pantaloncini · Calzettoni | Manica sinistra · Maglietta · Maglietta · Manica destra · Pantaloncini · Calzettoni | Manica sinistra · Maglietta · Maglietta · Manica destra · Pantaloncini · Calzettoni |  |

## Rosa
Fonte:
| N. |                    | Ruolo | Calciatore            |
| -- | ------------------ | ----- | --------------------- |
|    | Francia (bandiera) | P     | Roger Moine           |
|    | Francia (bandiera) | P     | Paul Orsatti          |
|    | Francia (bandiera) | D     | André Borowski        |
|    | Italia (bandiera)  | D     | Paolo Farina          |
|    | Francia (bandiera) | D     | François Gandolfi     |
|    | Francia (bandiera) | D     | Jean-Claude Juilliard |
|    | Francia (bandiera) | D     | Jean-Louis Luccini    |
|    | Francia (bandiera) | D     | Jean-Claude Tosi      |
|    | Francia (bandiera) | D     | Jean-Marie Valeri     |
|    | Francia (bandiera) | D     | Joseph Viacara        |
|    | Francia (bandiera) | D     | Jean-Marc Vincenti    |
|    | Francia (bandiera) | C     | Jean Camadini         |
|    | Francia (bandiera) | C     | Roland Ehrhardt       |

| N. |                    | Ruolo | Calciatore            |
| -- | ------------------ | ----- | --------------------- |
|    | Francia (bandiera) | C     | René Ferrier          |
|    | Francia (bandiera) | C     | Georges Franceschetti |
|    | Francia (bandiera) | C     | Claude Papi           |
|    | Francia (bandiera) | A     | Jean-Jacques Padovani |
|    | Francia (bandiera) | A     | Francis Panisi        |
|    | Francia (bandiera) | C     | Hubert Zénier         |
|    | Francia (bandiera) | C     | Robert Blanc          |
|    | Francia (bandiera) | A     | Jean-Claude Blanchard |
|    | Francia (bandiera) | A     | Robert Blezirri       |
|    | Algeria (bandiera) | A     | Rachid Mekhloufi      |
|    | Francia (bandiera) | A     | Louis Piercecchi      |
|    | Francia (bandiera) | A     | Jean-Pierre Serra     |
|    | Francia (bandiera) | A     | Marius Vescovali      |

## Risultati

### Coppa di Francia
| Arbitro: | Petit |

|                                         |           |                   |
| Le Donche 51’, 73’ Farias 52’ Baeza 80’ | Marcatori | 8’ (rig.) Ferrier |

## Statistiche

### Andamento in campionato
| Giornata  | 1  | 2 | 3 | 4  | 5  | 6  | 7  | 8  | 9  | 10 | 11 | 12 | 13 | 14 | 15 | 16 | 17 | 18 | 19 | 20 | 21 | 22 | 23 | 24 | 25 | 26 | 27 | 28 | 29 | 30 | 31 | 32 | 33 | 34 |
| --------- | -- | - | - | -- | -- | -- | -- | -- | -- | -- | -- | -- | -- | -- | -- | -- | -- | -- | -- | -- | -- | -- | -- | -- | -- | -- | -- | -- | -- | -- | -- | -- | -- | -- |
| Luogo     | T  | C | T | C  | T  | T  | C  | T  | C  | T  | C  | T  | C  | T  | T  | C  | T  | C  | T  | C  | C  | C  | C  | T  | C  | C  | C  | T  | C  | T  | T  | C  | T  | C  |
| Risultato | N  | V | P | P  | P  | N  | N  | P  | V  | N  | N  | P  | N  | P  | V  | P  | N  | P  | N  | P  | V  | V  | P  | P  | P  | V  | P  | V  | P  | V  | V  | V  | V  | V  |
| Posizione | 10 | 7 | 9 | 11 | 16 | 16 | 15 | 16 | 15 | 14 | 13 | 14 | 14 | 17 | 16 | 17 | 15 | 17 | 16 | 17 | 15 | 15 | 16 | 15 | 15 | 14 | 15 | 12 | 15 | 12 | 10 | 10 | 10 | 6  |

Fonte:  France » Ligue 1 1968/1969 » Schedule, su worldfootball.net.
Legenda:

Luogo: C = Casa; T = Trasferta. Risultato: V = Vittoria; N = Pareggio; P = Sconfitta.